# René Grandjean (Fußballspieler)
René Grandjean (* 1872; † unbekannt) war ein französischer Fußballspieler.
Mit dem Team des Club Français Paris nahm er bei den Olympischen Sommerspielen 1900 am Fußballturnier teil. Das Team verlor mit einem 0:4 gegen den Upton Park FC, der das Vereinigte Königreich repräsentierte, konnte sich aber mit 6:2 gegen die Auswahl der Université libre de Bruxelles, die für Belgien antrat, durchsetzen und letztendlich die Silbermedaille gewinnen.